# Transmigrace (Habsburská monarchie)

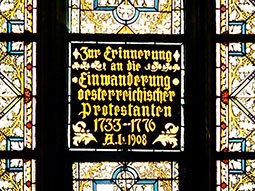
Detail okna protestantského kostela postaveného deportovanými Rakušany v Sibiu (dnešní Rumunsko).

Transmigrace byl v 18. století eufemismus pro násilné deportace v rámci území Habsburské monarchie. Za vlády Marie Terezie a později i Josefa II. byly na území jednoho mnohonárodnostního státu násilně přesídleny celé skupiny nežádoucích osob a to do Uherska, Banátu či Sedmihradska. Hlavním důvodem k deportaci bylo praktikování státem netolerovaného náboženství. Transmigrace probíhaly v letech 1734–1737, další vlna proběhla v letech 1752–1756, kdy bylo například násilně vysídleno 1700 štýrských a korutanských evangelíků a peníze získané prodejem jejich majetku (po odečtení daně a nákladů na deportaci) byly poslány za nimi. Deportovány bývaly i prostitutky a romské skupiny, děti odebrané vyhnancům byly dány k převychově. Transmigrace byly definitivně zastaveny dva roky po vydání tolerančního patentu dvorským dekretem ze dne 10. 6. 1783.

## Cílové země transmigrace
Banát i Sedmihradsko ležely v blízkosti hranic Osmanské říše a čelily nájezdům cizích vojsk nejen v Rakousko-turecké válce; dále se potýkaly s následky morových epidemií, vnitřních konfliktů a hladomoru. Výhodnými pobídkami se Habsburkové pokoušeli přilákat na toto území německy mluvící kolonisty, kteří by řídce osídlenou oblast uvedli v zájmu hospodářské prosperity do žádoucího stavu. Habsburkové slíbili novým osadníkům (zvaným například Siebenbürger Landler) náboženskou svobodu. Tato území však nebyla nikdy rekatolizována, Sem začali být deportováni „kacíři“, ale na své vlastní náklady, bez pobídek a bez možnosti návratu. Bylo to ekonomicky výhodnější než dosavadní nátlakové praktiky. Do Zemplínské župy, jež ležela daleko od moravských hranic v Uhersku, byli transmigrováni i vyhnanci z Čech i Moravy. V Uhrách existovaly artikulární kostely, kam tajní evangelíci docházeli a hledali v jejich okolí útočiště.
Transmigrovaní Češi a Moravané si prokazatelně založili své obce Svatá Helena a Vojvodovo.

## Češi a Moravané
Obyvatelstvo Čech a Moravy bylo sice „zrekatolizované“, ale kryptoprotestanti (tajní evangelíci) i sektáři dál pořádali své konventikly, tajně docházeli na bohoslužby do artikulárních kostelů i do exulantských sborů v Pruském Slezsku, dál se skrývali před místními udavači a utíkali ze země. Jezuitský řád byl sice v roce 1773 zrušen, ale jeho bývalí členové se nezměnili. V roce 1777 Jan Kořistka, Petr Jiříček a Petr Sašina (kdysi jezuité) procházeli Valašskem a se zlým úmyslem přesvědčili zdejší obyvatelstvo o existenci falešného, jimi vymyšleného, tolerančního patentu. Stalo se to, co nikdo nečekal. K evangelické víře se na Valašsku postupně úřadům přihlásilo 15 000 lidí. Následovalo vyšetřování, zastrašování, zatýkání, týrání, věznění... a transmigrace. Deportací do Sedmihradska byla nejvíce zastižena obec Hošťálková. Po vydání skutečného tolerančního patentu (1781) se ke své víře přihlásili i Blouznivci (různé sekty) zejména z východních Čech. Protože sektáři odmítali vládou tolerovaná náboženství, bylo tisíc deistů z Chrudimského kraje deportováno v roce 1783 do pohraničí monarchie. V květnu 1783 bylo dekretem z Vídně ustanoveno, že deisté už nemají být vyhledáváni. Stát nepotřeboval další mučedníky a uchýlil se k taktice „likvidace mlčením“. Dekret o deistech z  června téhož roku stanovil příslušné tresty, jimiž byly: 24 ran holí pro toho, kdo se z vlastní iniciativy přihlásí úředně k deistům. Úředníkovi, který by deisty aktivně vyhledával hrozilo sesazení. Udavače čekalo místo odměny 12 ran holí. V druhém pololetí 1783 transmigrace nežádoucích osob na území habsburské monarchie ustaly.